# ألكسندر لاكتيونوف
ألكسندر لاكتيونوف (بالروسية: Лактионов, Александр Юрьевич)‏ هو لاعب كرة قدم روسي في مركز الوسط، ولد في 28 مايو 1986 في نوفوسيبيرسك في روسيا. لعب مع أرسنال تولا وسبارتاك موسكو ونادي آكتوبه ونادي لييباياس ميتالورغس.

## وصلات خارجية
- ألكسندر لاكتيونوف على موقع قاعدة بيانات كرة القدم.إي يو (الإنجليزية)
- ألكسندر لاكتيونوف على موقع Soccerway.com (الإنجليزية)